# Аржантон л'Егли
Аржантон л'Егли (фр. Argenton-l'Eglise) насеље је и општина у западној Француској у региону Поату-Шарант, у департману Де Севр која припада префектури Бресир.
По подацима из 2011. године у општини је живело 1.632 становника, а густина насељености је износила 63,11 становника/km². Општина се простире на површини од 25,86 km². Налази се на средњој надморској висини од 58 метара (максималној 82 m, а минималној 35 m).

## Демографија
| 1962. | 1968. | 1975. | 1982. | 1990. | 1999. | 2011. |
| ----- | ----- | ----- | ----- | ----- | ----- | ----- |
| 1.489 | 1.525 | 1.418 | 1.473 | 1.491 | 1.479 | 1.632 |

График промене броја становника у току последњих година